# アーナ・カプリ
アーナ・カプリ（Ahna Capri、1944年7月6日 – 2010年8月19日）は、アメリカ合衆国の映画・テレビ女優。カンフー映画『燃えよドラゴン』における「ハンの秘書」タニア役で最も知られている。

## 生い立ち
ブダペストでハンガリー人の両親のもとに生まれ、1950年に家族とともに難民としてアメリカに移り住んだ。アメリカで生まれた弟のルイスはピーター・ロビンスの芸名で、『ピーナッツ』のアニメーション特別番組でチャーリー・ブラウンの声を担当した。

## 経歴
子役としてデビュー、『パパは何でも知っている』、『ダニー・トーマス・ショー』、『名犬リンチンチン』などのテレビシリーズに出演、1958年の『ジョージ・バーンズ・アンド・グレイシー・アレン・ショー』ではイーディ・ウェストロープ役で繰り返し出演した。1959年、CBSの西部劇ドラマ2本に出演。スティーブ・マックイーン主演の『拳銃無宿』の「The Littlest Client」にドリー・クリアリー役、ロバート・カルプ主演の『トラックダウン』の「McCallin's Daughter」にデビー・マッカリン役で出演した。『ビーバーちゃん』では1963年のエピソード「Eddie's Sweater」でシンディ・アンドリュース役、「Lumpy's Scholarship」でシンダ・ダンズワース役をAnna Capri名義で演じた
。13歳の時に『Outlaw's Son』で銀幕デビューを果たした。
1962年、ABC/ワーナー・ブラザース・テレビジョンのホームコメディ『わが家はいっぱい』にメアリー・ローズ役で繰り返し出演した。また『マーベリック』、『アリゾナ・トム』、『シャイアン』、『ブロンコ』、『サンセット77』などの他のABC/WBのテレビシリーズにも出演した。
1967年、『頭上の敵機』のシーズン3、エピソード17「The Hunters and the Killers」にテリー・ケイヒル伍長役で出演
。
その後も『荒野の流れ者』、『ワイオミングの兄弟』、『猛烈アパッチ鉄道』、『ガンマン無情』、『ラレード』、『0088/ワイルド・ウエスト』、『ポール・ブライアン』、『FBIアメリカ連邦警察』、『私立探偵バニオン』、『刑事バレッタ』、『バナチェック登場』、『マニックス』、『モッズ特捜隊』、『鬼警部アイアンサイド』、『探偵キャノン』、『インベーダー』、『0011ナポレオン・ソロ』、『特捜隊アダム12』、『ネーム・オブ・ザ・ゲーム』、『ポリス・ストーリー』、『プローブ捜査指令』、『刑事コジャック』など多くのテレビドラマに出演。
1971年、バート・レイノルズ主演のABCの刑事ドラマ『警部ダン・オーガスト』の2つのエピソードでリンダ・ペリーを演じた。1972年、リップ・トーン主演の映画『ペイデイ』にアラバマ州のカントリー・ミュージック歌手役で出演した。1970年代から、彼女は自分の名前の正しい発音を反映する「Ahna Capri」という綴りを使用した
。

## 死去
2010年8月9日、カプリは5トントラックが自身の車に衝突する交通事故に遭った。10日間の生命維持装置による昏睡状態を経て、8月19日に66歳で死去した。

## 主な出演映画
| 年   | 原題                                             | 邦題                            | 役名                     | 備考             |
| ---- | ------------------------------------------------ | ------------------------------- | ------------------------ | ---------------- |
| 1956 | The Opposite Sex                                 |                                 | Child                    | クレジットされず |
| 1957 | Outlaw's Son                                     |                                 | Amy Wentworth – 子供時代 |                  |
| 1959 | The Remarkable Mr. Pennypacker                   |                                 | Babs Pennypacker         | クレジットされず |
| 1963 | Critic's Choice                                  |                                 | Daughter                 | クレジットされず |
| 1964 | Kisses for My President                          | 彼氏はトップレディ              | Gloria McCloud           |                  |
| 1965 | The Girls on the Beach                           | ビーチ・ガール                  | Arlene                   |                  |
| 1966 | One of Our Spies Is Missing                      | 0011ナポレオン・ソロ/消えた相棒 | Do Do                    |                  |
| 1969 | Target: Harry                                    | ターゲット・ハリー              | Francesca                |                  |
| 1970 | Darker than Amber                                | 闇の閃光                        | Del                      |                  |
| 1971 | The Brotherhood of Satan                         | 悪魔の血族                      | Nicky                    |                  |
| 1972 | Piranha, Piranha                                 | ピラニア・ピラニア              | Terry Greene             |                  |
| 1973 | Payday                                           | ペイデイ                        | Mayleen Travis           |                  |
| 1973 | Enter the Dragon                                 | 燃えよドラゴン                  | Tania                    |                  |
| 1975 | The Specialist                                   |                                 | Londa Wyeth              |                  |
| 1976 | The Bingo Long Traveling All-Stars & Motor Kings |                                 | The Prostitute           |                  |